# Geddes (cráter)
Geddes es un cráter de impacto de 84 km de diámetro del planeta Mercurio. Debe su nombre a la pintora de vidrieras irlandesa Wilhelmina Geddes (1887-1955), y su nombre fue aprobado por la  Unión Astronómica Internacional en 2010.